# عبدالرحمن الاریانی
عبدالرحمن الاریانی (عربی: عبد الرحمن الإرياني، آوانگاری: ʿAbd al-Raḥmān Yaḥyā al-Iryānī؛ ۱۰ ژوئن ۱۹۱۰ – ۱۴ مارس ۱۹۹۸) سیاست‌مدار اهل پادشاهی متوکلی یمن بود. وی از ۵ نوامبر ۱۹۶۷ تا ۱۳ ژوئن ۱۹۷۴ رئیس‌جمهور جمهوری عربی یمن بود.
عبدالرحمن الاریانی در ۱۴ مارس ۱۹۹۸، در سن ۸۷ سالگی در دمشق درگذشت.